# Konya Plummer
Konya Plummer (sinh ngày 2 tháng 8 năm 1997) là một hậu vệ và đội trưởng bóng đá người Jamaica. Cô hiện thi đấu cho đội tuyển quốc gia Jamaica.

## Đầu đời
Niềm đam mê bóng đá của Plummer bắt đầu khi cô mới chỉ khoảng bốn tuổi, và khi đó đang học mẫu giáo. Trong khoảng thời gian này nơi cô được một người họ hàng cho tập làm quen với môn đá bóng. Người này đã đưa cô đến công viên ở Vịnh Annotto để xem các trận đấu của môn thể thao này.
Plummer bắt đầu chơi cho Rangers FC từ năm 11 tuổi với một đội nam ở St Mary và hai năm sau đó là đội trưởng của đội đó. Plummer sau đó chuyển đến trường trung học Titchfield ở Portland với sự giúp đỡ của phó chủ tịch Hiệp hội bóng đá Portland (PFA), Garfield Fuller, nơi cô có thể tham gia giải bóng đá nữ do Daryl Vaz tài trợ. Cô tham gia đội bóng Annotto Bay High ở St Mary trong hai năm sau đó chuyển đến trường trung học Titchfield ở Portland. Cô chơi cho trường nay trong hai năm liên tiếp, và ngôi trường này cũng chiến thắng trong hai năm này. Dựa trên thành tích của cô, cô được PFA giới thiệu vào chương trình quốc gia.

## Sự nghiệp

### Cấp độ Trường đại học
Từ năm 2016 đến 2017, Plummer chơi bóng trong vai trò cầu thủ thuộc Đại học Đông Nam nơi cô đã ghi 12 bàn và thực hiện 6 pha kiến tạo và 30 điểm khi là sinh viên năm hai năm 2017. Ghi bốn bàn thắng tốt nhất trong sự nghiệp cho tám điểm trước Florida Memorial. Ngoài ra, cô ghi được một hat-trick trong trận đấu khai mạc hội nghị USC Beaufort, nơi mang lại cho cô danh hiệu Cầu thủ tấn công trong tuần của Sun. Sau đó, cô đã chuyển sang chơi bóng cho Hiệp sĩ UCF vào năm 2018.

## Sự nghiệp Quốc tế
Năm 2018, Plummer thi đấu Giải vô địch nữ CONCACAF 2018 với đội tuyển quốc gia nữ Jamaica.